# Rylan Kissell
Rylan William Kissell (13 de mayo de 2002) es un deportista estadounidense que compite en tiro, en la modalidad de rifle. En los Juegos Panamericanos de 2023 obtuvo dos medallas, oro en rifle 10 m mixto y plata en rifle 10 m.

## Palmarés internacional
| Juegos Panamericanos | Juegos Panamericanos | Juegos Panamericanos | Juegos Panamericanos |
| Año                  | Lugar                | Medalla              | Prueba               |
| -------------------- | -------------------- | -------------------- | -------------------- |
| 2023                 | Santiago (Chile)     | Medalla de oro       | Rifle 10 m mixto     |
| 2023                 | Santiago (Chile)     | Medalla de plata     | Rifle 10 m           |